# Sophie Gardaz
Sophie Gardaz née en 1962 à Lausanne est une actrice, metteur en scène, directrice de théâtre suisse.

## Études et carrière
Jusqu'en 1985, formation de comédienne professionnelle au Conservatoire de Lausanne en section d'art dramatique.
Elle a participé depuis à plus de quarante spectacles.
Elle fut présidente du Syndicat suisse romande du spectacle.
En 2005, elle devient directrice du théâtre pour enfants, le "Petit théâtre" à Lausanne.

## Famille
Elle est la fille d'Émile Gardaz (1931-2007), animateur de radio et écrivain.